# Гашун-Бургуста (река)
Гашун-Бургуста (калм. Һашун Бурһуста) — малая река и одноимённая балка в Кетченеровском районе Калмыкии. Летом пересыхает. В нижнем течении образует меандры и часто меняет русло; сток реки и её притоков регулируется земляными плотинами и дамбами.
Среднегодовой расход составляет 0,2 м³/с. Объём годового стока — 6,20 млн м³.
Длина реки — 20,2 км. Площадь водосборного бассейна — 262 км².

## Бассейн
Практически весь бассейн Гашун-Бургусты расположен на территории Кетченеровского района Калмыкии.
- Гашун-Бургуста
  - б. Ширля (правая составляющая[2])
  - б. Дундукина — (левая составляющая)[2]
  - б. Хасин — (л)[2]